# 쇼시 내친왕 (1145년)
쇼시/노부코 내친왕(일본어: 頌子内親王 しょうし（のぶこ）ないしんのう[*], 덴요 2년 3월 13일 (1145년 4월 6일) - 조겐 2년 9월 18일 (1208년 10월 29일))은 헤이안 시대 말기부터 가마쿠라 시대 초기의 황족이자 카모 사이인이다. 토바 천황의 7황녀이고, 어머니는 비후쿠몬인의 뇨보 카스가노츠보네 (토쿠다이지 사네요시의 딸)이다. 스토쿠인, 고시라카와인, 코노에 천황은 이복오빠에 해당한다. 카스가노히메미야(春日姫宮), 이츠츠지 사이인(五辻斎院)이라고도 불린다.

## 약력
토바인과 카스가노츠보네와의 사이에서 태어났다. 이치죠 키타베이츠츠지궁 (교토시 카미쿄구)에 살았다. 병으로 사망한 젠시 내친왕을 대신하여 조안 원년 (1171년) 6월 28일, 조카 타카쿠라 천황의 카모 사이인으로 복정되었으나, 같은 해 8월 14일에 병을 이유로 직을 내려놓았다. 안겐 원년 (1175년), 아버지 토바인의 추선 공양을 위해, 어머니 카스가노츠보네와 함께 원주가 되어, 장일불단한 담의소 및 토바인의 명복을 비는 곳으로서 사이교의 봉행으로 고야산에 렌게죠인을 창건하였다. 주에이 원년 (1182년), 고시라카와인과 유녀와의 사이에서 태어난 온죠지노미야 죠에아리코리를 유자로 하였다. 겐랴쿠 원년 (1184년)에 출가하였다. 이츠츠지 사이인 고쇼를 보몬인 한시 내친왕에게 물려주고 다이고제에서 살다가 겐큐 9년 (1198년)에 사망했다.

## 일화

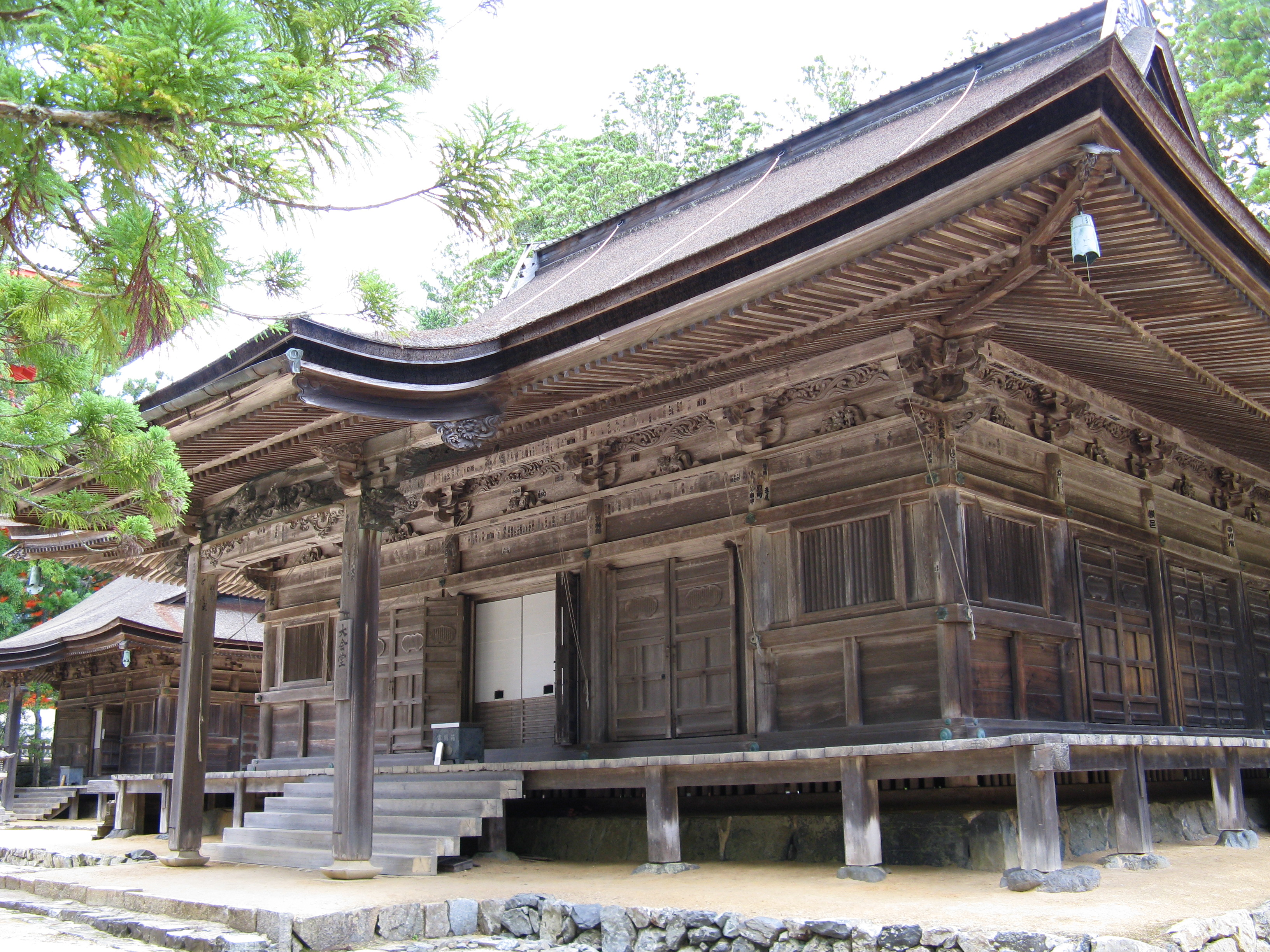
쇼시 내친왕이 창건한 렌게죠인의 후신인 고야산 다이에도. 현재의 다이에도는 가에이 원년 (1848년)에 재건.

가인 사이교는 쇼시에게는 할아버지 사네노리의 가인(家人)이자 아버지 토바인의 북면무사이기도 했다. 이러한 인연도 있어, 토바인 추선을 목적으로 한 렌게죠인의 조영에 있어서는 당시 고야산에 살던 사이교가 권진을 맡고 있었다. 쇼시는 렌게죠인의 유지 비용으로 상속받은 키이국의 난부쇼에서 논 10정을 기진하였다. 지쇼 원년 (1177년)에는 일찌감치 렌게죠인이 동쪽 별소에서 단상가람으로 이축되어 콘고부지 쪽과 대전법원 쪽의 쟁론을 화해시키기 위한 담론의 장으로 사용되었다. 이후에도 쇼시는 난부쇼로부터의 수입을 렌게죠인 불성 등유 및 담의 승공료로 충당하는 등에 후원해, 겐큐 5년 (1194년)에는 200여 정인 난부쇼 전체를 인접 상락쇼 30여 정과 함께 렌게쇼인에 기진하기로 했다.

## 같이 보기
- 카모 사이인
- 도바 천황
- 고야산